# Gordini T32
Chronologie des modèles (1955 - 1956)
Gordini T16 aucun
La Gordini T32 est une monoplace de Formule 1 conçue, développée et assemblée par le constructeur français Gordini, pour les saisons 1955 et 1957 du championnat du monde de Formule 1.

## Histoire
En 1955, Gordini présente la T32, sa nouvelle monoplace de Formule 1, sur le circuit de Montlhéry. Si Gordini conserve le châssis de type échelle de sa devancière, la T32 est dotée d'une suspension à roues indépendantes et de freins à disque. Le moteur huit cylindres en ligne, d'une cylindrée de 2,5 litres, délivre 250 chevaux.
Cependant, la voiture reste trop lourde et les deux exemplaires construits sont inférieurs à la concurrence. Le principal problème concerne le refroidissement insuffisant des freins arrière inboard qui oblige à la création de fentes d'aération dans la carrosserie.
La meilleure performance de la T32 est une sixième place, partagée par Élie Bayol et André Pilette au Grand Prix de Monaco 1956 ; la T32 n'a jamais inscrit de point en championnat du monde.